# Alkotmány Párt (Észtország)
Az Alkotmány Párt (észtül: Konstitutsioonerakond) Észtországban bejegyzett és működő politikai párt. 1994-ben alapították. 2006. február 11-ig Egyesült Észt Néppárt (Eestimaa Ühendatud Rahvapartei) néven működött. A párt elnöke Sergei Jurgens. Az 1999–2003-as ciklusban hat képviselője volt az észt parlamentben (6,13%-os választási eredményt elérve 1999-ben). Ezt követően nem sikerült parlamenti mandátumhoz jutnia a pártnak, csak önkormányzati képviselői helyeket birtokol. A 2003-as észtországi parlamenti választásokon 2,2%-os, a 2007-es választásokon egy százalékos eredményt ért el, messze alatta maradva az öt százalékos bejutási küszöbnek.
A pártot erős orosz orientáltság jellemzi. Támogatói az észtországi orosz lakosság köréből kerülnek ki. A párt élénken tiltakozott a Tallinn óvárosában állt második világháborús szovjet emlékmű, az ún. bronzkatona 2007-es átköltöztetése ellen. 2008. június 28-án egyesült a szocialista Észt Balpárttal (Eesti Vasakpartei), létrehozva az Észt Egyesült Balpártot (Eestimaa Ühendatud Vasakpartei).